# 梵寿綱
梵 寿綱（ぼん じゅこう Von Jour Caux、本名:田中 俊郎（たなか としろう）、1934年〈昭和9年〉1月27日 - ）は、日本の建築家、芸術家、思想家。「日本のガウディ」の異名を持つ。

## 人物・来歴
東京都浅草出身。早稲田大学理工学部建築学科で学び、日本にガウディを紹介した今井兼次の薫陶を受ける。卒業後、シカゴ美術館附属美術大学で学ぶ。
1974年6月より梵寿綱を名乗り「梵寿綱と仲間たち」を結成。以来、近代工業製品化している建築技術、様式に疑問を投げかける。
「梵寿綱」という名前は、ブラフマンを意味する「梵」と養父の戒名を組み合わせたものである。また、「梵（究極の現実）と寿（祝福された人生）をつなぐ綱」という意味も持たせている。
出生地は東京下町浅草寺東側馬道通りで、生来の気風は典型的な江戸っ子。
1974年6月より作務名として梵 寿綱（作務名）を名乗り、20名程の協働者（画家・彫刻家・工芸家・職人・シンパ）等から成る「梵寿綱と仲間たち（Von Jour Caux and his Troupe）」を組織。Troupeが旅役者達を意味するところから、依頼者と状況に合わせて即興演技で舞台を演じる一座に擬えて建築運動を開始。
竣工直後に舞台成果として建築を一般に公開するArt Complex（アートコンプレックス）運動と、協働者各々の仕事を紹介する展覧会や講演会を主催するRaga Chakrus（ラーガチャクラ）活動を連携させて建築美学の復権を実践。
事務所名の梵一級建築士事務所（自営）を梵設計作務室(Brahman Architect)と改め、一座の調整機関として阿釈藦那(Aatman Studio)を組織。
「日本のガウディ」の異名は、The Japan Times international edition  Aug.24-30,1992：” Builder of Fantasy” の巻頭4頁特集記事中の梵 寿綱の建築的表現をガウディ建築に准えた論考、 ”Gaudi’s style, Tokyo dreams: architecture for surreal city” に由来する。

## 主な作品
- 1974年 - カーサ中目黒（東京都目黒区中目黒５丁目）
- 1975年 - 阿維智山荘（宮城県刈田郡蔵王町）
- 1979年 - 斐禮祈<ひらき>：賢者の石（東京都豊島区南池袋２丁目）
- 1983年 - ドラード和世陀（東京都新宿区早稲田鶴巻町）
- 1985年 - 無量寿舞（東京都東大和市芋窪３丁目 向台老人ホーム）
- 1989年 - 和泉の木戸（東京都杉並区和泉１丁目 ラポルタイズミ）
- 1992年 - マインド和亜ビル 舞都和亜（東京都杉並区和泉２丁目）

## 作品集
- 伊丹潤編著『21人の手 日本建築家ドローイング集』求龍堂、1983年12月。ISBN 9784763083227。
- 梵寿綱・羽深隆雄編集・執筆『生命の讃歌 建築家梵寿綱+羽深隆雄』美術出版社、2017年2月。ISBN 9784568600452。